# Libor Rouček
Libor Rouček (n. 4 septembrie 1954, Kladno, Cehia) este un om politic ceh, membru al Parlamentului European în perioada 2004-2009 din partea Cehiei.
1. 1 2  Regional Database of the Central Bohemian Research Library in Kladno, accesat în 20 iunie 2023
2. 1 2  Encyklopedie ČSSD, accesat în 10 aprilie 2024
3. 1 2 3  ]][[Categorie:Articole cu legături către elemente fără etichetă în limba română
4. 1 2  Czech National Authority Database, accesat în 23 noiembrie 2019
5. ↑  Deputații în Parlamentul European
6. ↑  Data Poslanecké sněmovny a Senátu, accesat în 11 ianuarie 2020
7. ↑  Data Poslanecké sněmovny a Senátu, accesat în 15 ianuarie 2020